# 一色義道
一色義道（生年不詳－1579年）是日本戰國時代至安土桃山時代大名。丹後國守護。父親是一色義幸。
別名是義辰、義通，名字中的「義」字是足利將軍家的通字，由室町幕府第15代將軍足利義昭所賜。

## 生平
一色氏是室町幕府的四職之一，但是在戰國時代中沒落，連丹後守護職的名分都被宿敵若狹武田氏奪去，長時間以守護家的權威支配丹後。
永祿元年（1558年），因為父親義幸隱居而繼承家督，進入加佐郡的八田守護所和建部山城，令弟弟義清進入吉原城並治理丹後國奧三郡。把名字中的「辰」字賜予弟弟昭辰，而昭辰亦同樣受將軍足利義昭下賜偏諱（「昭」字），並以奉公眾的身份成為將軍家的近侍。
因為昭辰的介紹，與毛利輝元加深關係，由此確立戰國武將的地位。而且參加越前一向一揆討伐戰等，與織田信長亦加深關係，被信長擁立的足利義昭將軍正式承認擁有丹後一國，不過在比叡山被火攻後，因為匿藏被追擊的延暦寺僧人等事而與信長對立。天正6年（1578年），織田家武將明智光秀和長岡藤孝向丹後國侵攻。
翌年（1579年），丹後國人相繼投向織田一方，丹後守護所的詰城建部山城亦被攻陷，於是逃向但馬國的山名氏之下，在途中寄身於中山城，卻因為城主沼田幸兵衛是長岡方的内應，於是自殺（在細川家譜中記載，是在丹後平定中病死）。在自殺前把家督讓予兒子義定。

## 人物
- 在領內施行惡政，因此失去人望，所以不能阻止國人的離反。